# 현학
현학(玄學)은  기원후 3세기에서 6세기에 성행한 중국철학의 한 학파이다. 유교와 도교를 혼합하여 《역경》, 《도덕경》, 《장자》 등을 재독해하는 것을 목적으로 했다. 이 세 책을 "삼현(三玄)"이라 부르며 숭상했기에 현학이라는 이름이 붙었다. 대표적인 현학자로는 왕필과 곽상이 있으며, 이 두 사람은 각각 《도덕경》과 《장자》에 주석을 단 것으로 유명하다.
한자 玄이란 기본적으로 "어둡다"는 뜻이지만, 더 나아가 "애매하다, 알 수 없다, 미스터리, 신비주의"라는 뜻이기도 하며, 《도덕경》 제1장에 나오는 말이다.  정통 유교가 수기치인, 경세치국의 학문으로써 개인의 인간성을 수양하고 또한 세상을 평안케 하는 형이하학적인 정치철학으로서의 기능을 가지고 있는 데 비하여, 현학은 상술한 玄의 의미와 같이 밀교적이고 형이상학적인 가치를 탐구하는데 그 목적을 두었다. 그러나 위진남북조의 난세 와중에 국가의 권위가 떨어지고 아노미 상태가 펼쳐지자 현학자들 및 현학의 영향을 받은 자들은 개인의 보신과 영달에 힘을 쏟으며 자연을 즐기고 미신에 관심을 두게 되었다. 시간이 지나며 현학은 청담으로 대표되는 신비주의, 과시주의, 허무주의로 변질되었다.
알맹이는 없으면서 장황하게 허세만 부리는 말과 글을 가리키는 "현학적"이라는 말이 여기서 유래한 것이다.1

## 대표적인 현학자
- 하안
- 왕필
- 곽상
- 죽림칠현
- 하후현
- 한강백